# Eucalyptus mitchelliana
Eucalyptus mitchelliana là một loài thực vật có hoa trong Họ Đào kim nương. Loài này được Cambage mô tả khoa học đầu tiên năm 1918.

## Hình ảnh

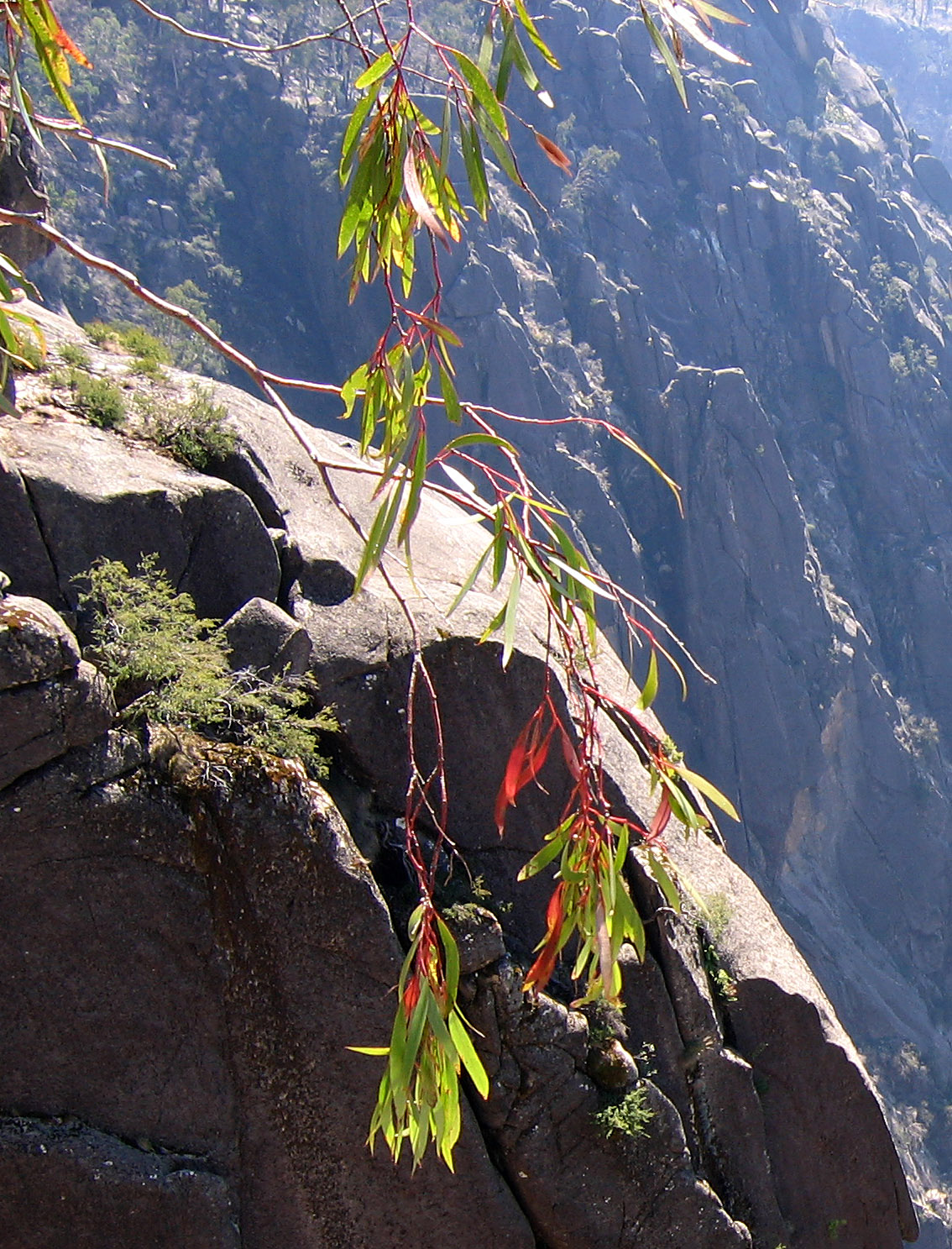